# Mawo
Mawo (kinesiska: 麻窝乡, 麻窝) är en socken i Kina. Den ligger i provinsen Sichuan, i den sydvästra delen av landet, omkring 180 kilometer nordväst om provinshuvudstaden Chengdu. Antalet invånare är 3 087. Befolkningen består av 1 488 kvinnor och 1 599 män. Barn under 15 år utgör 21,0 %, vuxna 15-64 år 71 %, och äldre över 65 år 7,0 %.
Genomsnittlig årsnederbörd är 1 074 millimeter. Den regnigaste månaden är juli, med i genomsnitt 212 mm nederbörd, och den torraste är december, med 7 mm nederbörd.